# El Borinot
El Borinot va ser una revista satírica catalana dels anys 20 fundada per Lluís Bertran i Josep Aragay. Va néixer durant els primers anys de la dictadura de Miguel Primo de Rivera (1923-1930), i va ser una de les revistes catalanes més importants i influents de la dècada.

## Naixement
La revista va ser fundada amb el nom de ‘El Borinot. Setmanari de Barrila’ per Lluís Bertran i Pijoan, i Josep Aragay i Blanchar, un escriptor i un pintor catalans, el 29 de novembre de 1923, i va tenir la col·laboració de l’impressor Francesc Xavier i Altés. La finalitat del Borinot era fer front a la dictadura de Primo de Rivera (1923-1930) mitjançant l’humor i la sàtira en català, ja que el règim s'havia instaurat a Espanya dos mesos abans.
Lluís Bertran, el creador de la revista, era un poeta i periodista canongí que va ser militant de la Lliga i company de Francesc Cambó. La seva trajectòria en el món de la premsa destaca per ser redactor durant vint anys de la Veu de Catalunya i la seva col·laboració amb la revista ‘El Patufet’. Després de la Guerra Civil, Bertran va treballar com a redactor del diari ‘Solidaridad Nacional’, implantat pel règim franquista.
Pel que fa al format inicial, la revista contenia 16 pàgines estampades en bicolor i a dues columnes. Es publicava una edició setmanalment i el preu era de 20 cèntims.

## Història
La temàtica del Borinot era l'humor i la crítica social a través d’aquest. El primer subtítol de la revista, ‘setmanari de barrila’, igual que un dels textos de la primera edició, mostra la seva intenció, que és “fer barrila”, és a dir, fer riure, fer gresca. A més, el nom principal de la revista, ‘El Borinot’, feia referència a la dictadura de Primo de Rivera. En català, el mot ‘borinot’, a part de ser un ocell, també s'utilitza per designar algú molt pesat i molest. Algunes de les seccions que apareixen recurrentment eren ‘Els tipus de la setmana’ o ‘Sets i vuits'. Moltes de les vinyetes que apareixien en la revista feien al·lusió a la política, la religió o l'exèrcit.
És per això que la revista va tenir diversos enfrontaments amb el règim. Al llarg del seu mandat, Primo de Rivera va reprimir durament el catalanisme, prohibint partits i associacions i l’ús de la llengua catalana, per tant moltes edicions no van passar pel filtre del govern. Fins i tot la frase “Aquest número ha passat per la censura militar” apareixia en alguna portada.
Des de l'edició sis el subtítol va passar a ‘setmanari d’humor’, i a partir del número 74 va passar a ser una revista d’estil més literari. El nombre de pàgines es va reduir de setze a quatre, tot i que aquestes tenien una mida molt més gran. El subtítol va canviar a ‘setmanari il·lustrat’, i el contingut incloïa textos del segle xix i facsímils de publicacions de caràcter vuitcentista.
El 7 gener 1927, amb el número 111, la revista va tornar a les 16 pàgines, però finalment va seguir amb el camí més literari enlloc de l’humorístic, perquè la repressió de Primo de Rivera ja era massa forta. Explica la seva decisió en aquesta edició:
«El dijous, dia 29 de novembre de 1923, començàvem amb la publicació del número 1 d'EL BORINOT. Ara donem el número 111. Doncs (1923, 1924, 1925, 1926), entrem en el quart any de la nostra vida. Els nostres càlculs havien, temeràriament, anat per un cantó; però els esdeveniments manen i de vegades diuen "prou!". I aleshores cal cercar un altre caminoi. Per això va venir la modificació del primitiu BORINOT; i va presentar-se un xic canviat, fins i tot de forma, tal dia com la diada de Sant Jordi, 23 d'abril de 1925. D'aleshores ençà EL BORINOT té aquest caire entre xiroi i literari, costumista i documental. Per aquest camí creiem que encara podem fer alguna cosa interessant. Comencem aquest any, amb un canvi de forma que mants amics ens havien sol·licitat, per fer-lo més manejable. Seguim.»

## Final
Després de 184 edicions, la revista ‘El Borinot’ va decidir posar fi a la seva història. La seva desaparició, provocada per la censura del règim, es va produir el 2 de juny del 1927, data en què es va publicar l’últim número. Al final de la revista, es van exposar les raons per les quals ‘El Borinot’ aturava per sempre el seu setmanari:
«Els nostres lectors hauran observat que durant moltes setmanes, no hem publicat aquells acostumats facsímils de diaris i periòdics antics, apareguts a casa nostra de cent i més anys ençà. Hauran comprès que això no era defecte de la nostra voluntat i mancança del nostre treball. Després de mantes provatures, vist que no podíem tirar avant l'obra empresa, que constituïa la raó d'ésser d'aquest periòdic, decidim molt contra cor donar per finida la present revista. Agraïm totes les col·laboracions amb què hem estat honrats. Podem dir, però, que l'obra de la història del nostre periodisme, no la deixem córrer: seguim fent-la.»

## Relació de directors, redactors i col·laboradors
Fundadors i directors: Lluís Bertran i Pijoan (1923-1927), Josep Aragay i Blanchar (1923-1925)
Responsable artístic: Josep Aragay i Blanchar
Col·laboradors: Francesc Xavier Altés, Joan Vila (amb el pseudònim D’Ivori), Miquel Cardona (Quelus), Feliu Elias (Apa), Josep Obiols, Miquel Solé Boyls, i Jacint Bofarull Foraster (Gripau).